# Oziórnoie Ústie
Oziórnoie Ústie (en rus: Озерное Устье) és un poble de l'óblast de Vólogda, a Rússia, que el 2002 no tenia cap habitant, pertany al districte de Vítegra.